# Joodsch Orkest
Het Joodsch Orkest was een symfonieorkest in Den Haag. 
Net als het Joodsch Symphonie Orkest in Amsterdam werd het in 1941 opgericht; het stond onder leiding van Calman Hakker, die origineel alleen pianist was. De Joodsche Raad had tot oprichting geadviseerd. Hun eerste concert zou met solist concertmeester Herman Bril plaatsvinden in zaal Diligentia. In het orkest vonden Joodse musici onderdak, die vanwege de arisering ontslagen waren bij orkesten in Den Haag en Rotterdam; Bril was concertmeester in het Rotterdams Philharmonisch Orkest toen de arisering intrad.  Het werd uiteindelijk een kamerorkest, dat maar één concert zou geven. Al na de eerste uitvoering op 16 september 1941 werd er niets meer van vernomen. Verdere aanscherping van de maatregelen onder het Nazi-regime leiden tot oplopende deportatie van Joden. Hakker werd in 1943 omgebracht in Sobibór.  Op 23 september 1966 stond het Nieuw Israëlietisch Weekblad nog even stil bij dit kort bestaande orkest. 